# Över-Kroksjön
Över-Kroksjön är en sjö i Bergs kommun i Jämtland och ingår i Ljungans huvudavrinningsområde. Sjön har en area på 0,365 kvadratkilometer och ligger 760,5 meter över havet. Sjön avvattnas av vattendraget Höstan.

## Delavrinningsområde
Över-Kroksjön ingår i det delavrinningsområde (698155-138163) som SMHI kallar för Utloppet av Över-Kroksjön. Medelhöjden är 783 meter över havet och ytan är 2,11 kvadratkilometer. Räknas de 6 avrinningsområdena uppströms in blir den ackumulerade arean 33,24 kvadratkilometer. Höstan som avvattnar avrinningsområdet har biflödesordning 3, vilket innebär att vattnet flödar genom totalt 3 vattendrag innan det når havet efter 299 kilometer. Avrinningsområdet består mestadels av skog (52 procent) och sankmarker (24 procent). Avrinningsområdet har 0,37 kvadratkilometer vattenytor vilket ger det en sjöprocent på 17,5 procent.